# Карайга
Карайга — река в Томской области России, правый приток Чулыма. Устье реки находится в 2 км от устья по правому берегу протоки Чулыма Черкесовская Старица, впадающей в Чулым справа в 29 км от его устья. Протяжённость реки 66 км, площадь бассейна — 426 км². Течёт в направлении с северо-востока на юго-запад. Высота устья 63 м.
В 33 км от устья слева впадает река Тяр.

## Данные водного реестра
По данным государственного водного реестра России относится к Верхнеобскому бассейновому округу,
 речной бассейн реки — (Верхняя) Обь до впадения Иртыша,
 речной подбассейн реки — Чулым,
 водохозяйственный участок реки — Чулым от в/п с. Зырянское до устья.
Код водного объекта — 13010400312115200022510.